# Peter Kofler

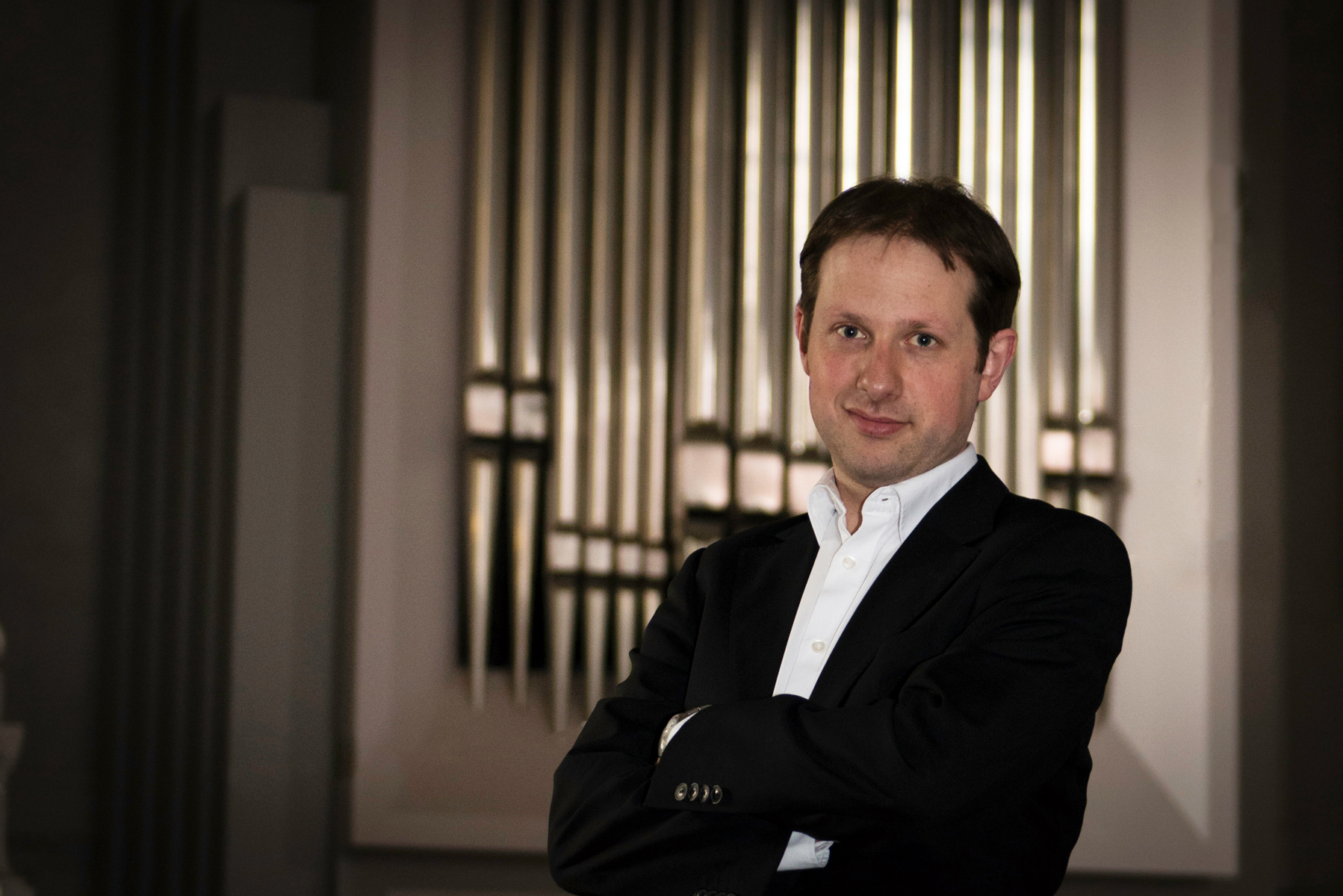
Peter Kofler (2014)

Peter Kofler (* 1979 in Bozen) ist ein Südtiroler Organist, Cembalist und Hochschullehrer.

## Leben und Werk
Kofler erhielt seine erste musikalische Ausbildung am Konservatorium „Claudio Monteverdi“ in Bozen. In München studierte er Orgel und Kirchenmusik bei Harald Feller sowie Cembalo bei Christine Schornsheim.
Peter Kofler spielt unter namhaften Dirigenten wie Mariss Jansons, Sir Simon Rattle, Bernard Haitink und Riccardo Muti. Er ist Gründungsmitglied und Cembalist des Barockorchesters „L’ Accademia Giocosa“.
Regelmäßig gastiert Kofler bei großen internationalen Musikfestivals und zu seinen Kammermusikpartnern zählen u. a. Dorothee Oberlinger, Ramón Ortega Quero und Lisa Batiashvili. Als Orgelsolist konzertierte er unter anderem in der Kathedrale Notre-Dame de Paris, in der Berliner Philharmonie, im Wiener Stephansdom, in der Frauenkirche Dresden und in St. Michaelis Hamburg.
Seit August 2008 ist Kofler als Organist an der Jesuitenkirche St. Michael in München tätig. Von der Stiftung Bücher-Dieckmeyer erhielt er den Förderpreis zur Pflege der Kirchenmusik in Bayern. Zudem ist er Initiator und künstlerischer Leiter des internationalen Orgelfestivals „Münchner Orgelherbst“ in St. Michael. Er wirkt zudem als Dozent für „Orgel“ und „Chorleitung“ an der Hochschule für Musik und Theater in München.
Zwischen 2003 und 2014 war Peter Kofler als Korrepetitor und Assistent von Hansjörg Albrecht beim Münchener Bach-Chor tätig. Von 2007 bis 2010 leitete er den Klassikchor München.
CD- und Rundfunkproduktionen (ZDF, BR, RAI, Deutsche Grammophon, Sony Classical, Querstand, Raumklang, Tudor, OehmsClassics, Solo Musica) runden seine Künstlertätigkeit ab. Seine Orgel-CD mit „Transkriptionen“ wurde in der Presse mehrfach gelobt und für den „Preis der deutschen Schallplattenkritik“ nominiert.
2024 schloss Kofler eine Einspielung aller Orgelwerke von Johann Sebastian Bach  auf 16 CDs ab. Unter dem Namen „OpusBach“ waren bereits mehrere CDs dieser Serie in der hochauflösenden Auro-3D Technik (10.1) erschienen. Die erste CD-Box wurde von der bekannten Musikzeitschrift „Gramophone“ mit dem „Editor’s Choice“ ausgezeichnet.